# Ferdynand I Sprawiedliwy
Ferdynand I Sprawiedliwy, hiszp. Fernando de Antequera (ur. 27 listopada 1380, zm. 2 kwietnia 1416) – król Aragonii, Sycylii i Sardynii i Korsyki w latach 1412–1416.

## Życiorys
Urodził się jako młodszy syn króla Kastylii – Jana I i jego żony – Eleonory Aragońskiej. W 1406 po śmierci jego starszego brata - króla Kastylii, Henryka III Chorowitego, Ferdynand ogłosił się koregentem (razem z królową-wdową – Katarzyną Lancaster) podczas niepełnoletności jego bratanka – Jana II. Po bezdzietnej śmierci wuja Ferdynanda - króla Aragonii i Sycylii, Marcina I Ludzkiego (brata matki Ferdynanda), w 1412 Ferdynand został wybrany na kolejnego króla, na mocy paktu z Caspe.

## Małżeństwo i potomstwo
W 1394 Ferdynand poślubił Eleonorę z Alburquerque (1374-1435). Para miała razem ośmioro dzieci:
- Alfons V Aragoński (1396-1458), król Sycylii i Neapolu,
- Maria Aragońska (1396-1445), pierwsza żona króla Kastylii Jana II,
- Jan II Aragoński (1397-1479), król Aragonii,
- Henryk Aragoński (1400-1445), książę Alburquerque, hrabia Villena i Empuries, wielki mistrz Zakonu Santiago,
- Eleonora Aragońska (1402-1445), żona króla Portugalii Edwarda I Aviz
- Piotr Aragoński (1406-1438), hrabia Alburquerque i książę Noto,
- Sancho Aragoński (1410-1416).